# تغذية مساعدة

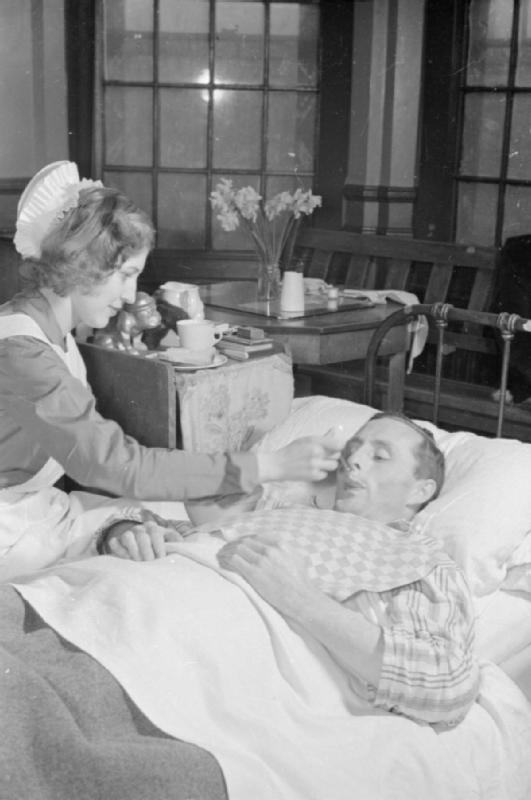
ممرضة تساعد مريض، في بريطانيا عام 1941.

التغذية المساعدة (بالإنجليزية: Assisted feeding)‏، وتسمى أيضاً التغذية اليدوية (بالإنجليزية: Hand feeding)‏ أو التغذية الفموية (بالإنجليزية: Oral feeding)‏، هي قيام شخص بإطعام شخص آخر لا يستطيع إطعام نفسه بطريقة أخرى. يستخدم المصطلح في سياق بعض الحالات الطبية أو استجابة للإعاقة، مثل عندما يصبح الشخص المصاب بالخرف غير قادر على تناول الطعام بمفرده.

## الاستطبابات
يجب أن يكون الشخص الذي تقدم له التغذية المساعدة قادراً على تناول الطعام عن طريق الفم، ولكنه يفتقر إلى القدرة المعرفية أو الجسدية للتغذية الذاتية، على سبيل المثال، الأفراد الذين يولدون بعجز مثل الشلل الدماغي، أو اعوجاج المفاصل الخلقي المتعدد (AMC) قد لا يستطيعون إطعام أنفسهم.
أيضاً، أولئك الذين يكتسبون إعاقة بسبب حادث أو مرض مثل التصلب الجانبي الضموري (ALS) قد يحتاجون إلى تغذية يدوية لأنهم قد يصبحون غير قادرين على التقاط وإيصال الطعام إلى فمهم. يمكن الحصول على إرشادات حول مساعدة الأشخاص على تناول الطعام بأمان في موقع إطعام العاجزين (Feeding the Disabled).
كذلك، هناك أجهزة متوفرة يمكن للعديد من الناس الذين لا يستطيعون إطعام أنفسهم استخدامها لتمنحهم القدرة على تناول الطعام.

## تغذية مساعدة كبديل عن أنبوب التغذية
أنبوب التغذية هو جهاز طبي يستخدم لتوفير التغذية للمرضى الذين لا يستطيعون الحصول على الغذاء عن طريق الفم، أو غير قادرين على ابتلاع الطعام بأمان، أو يحتاجون إلى مكملات غذائية.
يجب على المرضى القادرين على استخدام التغذية المساعدة أن يفضلوها عن التغذية بالأنبوب كلما أمكن ذلك.
كذلك فإن التغذية المساعدة بالفم مفضلة على فغر المعدة بالمنظار عبر الجلد لدى الأفراد المصابين بالخرف المتقدم.

## التكاليف المالية
في الولايات المتحدة، وجدت دراسة شملت مجموعة من المرضى أن نفقات التغذية المساعدة للمرضى أعلى من تكلفة استخدام أنبوب التغذية.

## روابط خارجية
- Rabin، Roni Caryn (2 أغسطس 2010). "Feeding Dementia Patients With Dignity". نيويورك تايمز. نيويورك: NYTC. ISSN:0362-4331. مؤرشف من الأصل في 2019-02-23. اطلع عليه بتاريخ 2014-01-22.